# Ratpenat llistat de Salvin
El ratpenat llistat de Salvin (Chiroderma salvini) és una espècie de ratpenat de la família dels fil·lostòmids. Viu a Bolívia, Colòmbia, Costa Rica, l'Equador, El Salvador, Guatemala, Hondures, Mèxic, Nicaragua, Panamà, el Perú i Veneçuela. El seu hàbitat natural són boscos semiautòctons i verds com també en zones seques i la sabana. No hi ha cap amenaça significativa per a la supervivència d'aquesta espècie.